# 照島ウ生息地

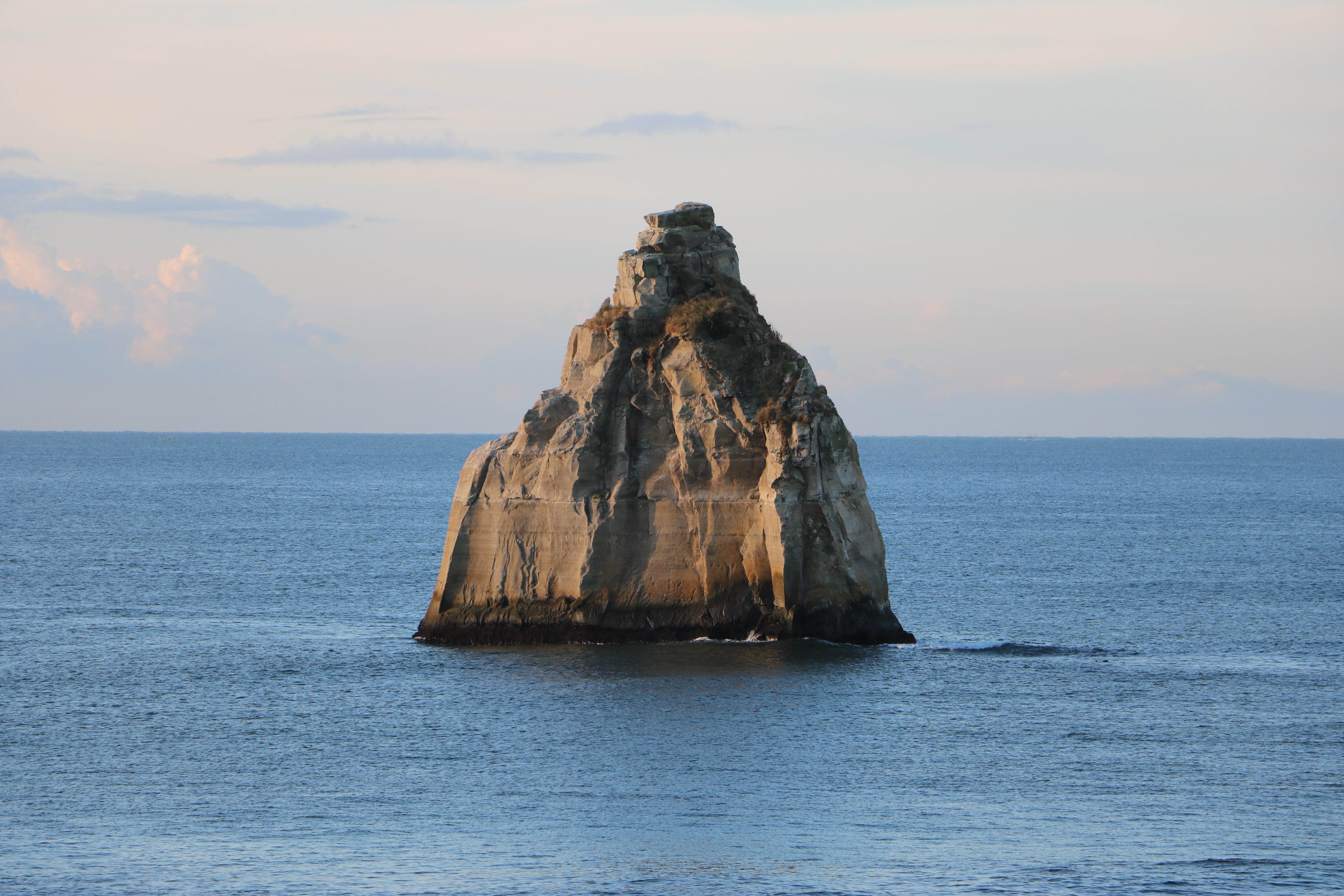
照島ウ生息地。2023年10月25日撮影。

照島ウ生息地（てるしまウせいそくち）は、福島県いわき市泉町下川にある、国の天然記念物に指定されたウミウの生息地である。照島は本土側海岸から約250メートル の沖合にある凝灰質砂岩からなる高さ31メートルの断崖絶壁の小島で、全域がウミウの生息地として天然記念物に指定されている。
ウミウ（海鵜、Phalacrocorax capillatus）は、カツオドリ目ウ科ウ属に分類される鳥類で、日本では伝統的漁法の鵜飼いに用いられることで知られている。主に海岸近くに生息し、日本国内における生息域・繁殖地は北から北海道沿岸、本州北部の島嶼や岬の岩礁などで、冬季になると本州南西部へ移動して越冬する習性を持つ。照島は東北地方の太平洋側最南端にあたり、例年10月から11月頃に飛来して島の岩場に留まり、翌年3月から4月頃に北方に帰っていくが、中には一年を通じて照島に留まる個体（留鳥）も見られ、そのうちの少数は照島で繁殖することが知られている。
ウミウの生息地または渡来地として国の天然記念物に指定されているものは本件を含め3物件あるが、いずれも繁殖や越冬などの場所、生息地としての指定であり、種 (分類学) としてウミウそのものが指定されているわけではない。国の天然記念物のうち「動物」に対する指定基準の第3項「自然環境における特有の動物又は動物群聚」として、1945年（昭和20年）2月22日に国の天然記念物に指定された。

## 解説

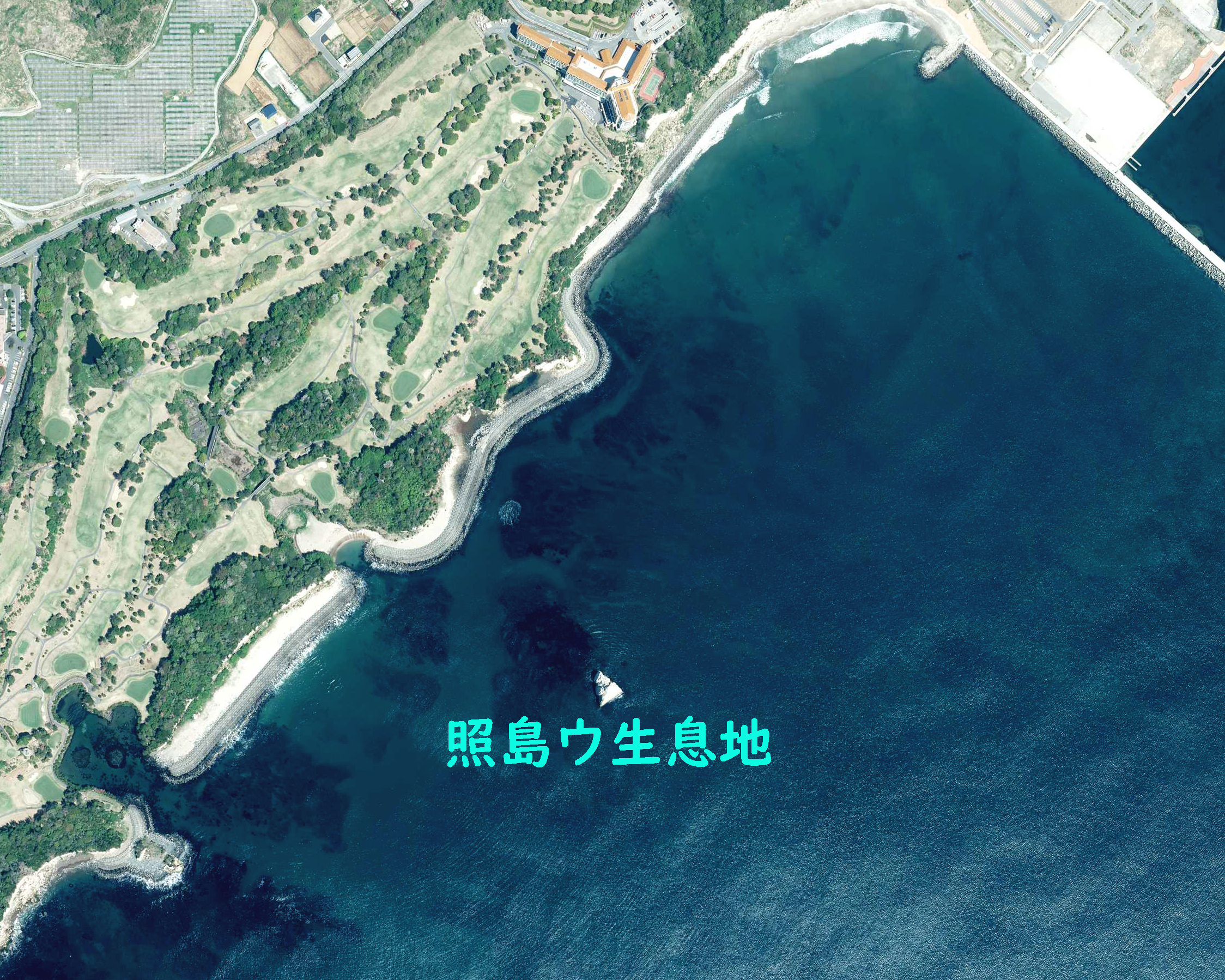
照島ウ生息地周辺の空中写真。島というより岩礁に近い。。（2019年4月28日撮影の画像を使用作成）

照島ウ生息地のある照島は、福島県いわき市南東部の海上に浮かぶ岩の塊のような小島で、福島県下最大の港湾として知られる小名浜港の南西側に位置しており、同市小浜町と泉町下川の境界付近から沖合へ約250メートルの地点に所在する。海上からの高さは約31メートルであるが、これは対岸の本土側の崖の比高とほぼ同じで、今日の照島は元々本土側と陸続きであったものが、波浪の浸食作用により本土側と分離されて島になったものである。
照島も本土側も構成される地質は崩れやすく脆い第三紀の凝灰質の砂岩で出来ているため海食の影響を受けやすく、かつて照島の南側には東西に通じる海食洞があったが、今日は消失している。照島周囲の断崖は年を追うごとに崩落が続いており、2009年（平成21年）6月の高潮により照島の西側が25メートルの高さから崩れ、さらに2011年（平成23年）の東北地方太平洋沖地震と、本震に誘発され約1か月後に発生した直下型地震によって照島は先端部が大きく崩れ落ち、全体的に縦長の寸胴状をした従来の姿から、先端部のある三角形状に変わった。
古くから照島はウミウの生息地として著名で、毎年10月から11月にかけ飛来し翌年の3月から5月に北方へ帰って行き、ウミウだけでなくヒメウ、アビ、ウミスズメも飛来することが知られている。これらの照島へ飛来する海鳥の中でウミウが最も多く、飛来する時期がカタクチイワシの回遊する時期と一致しているなど、照島の周辺海域はウミウの餌となる魚類や貝類が豊富であり、周囲が海に囲まれた断崖絶壁であるため外敵にも襲われにくく、かつては飛来して島に留まるウミウが300羽を数えるなど、日本の沿岸部における代表的なウミウの生息地として、1945年（昭和20年）2月22日に国の天然記念物に指定された。
いわき市で観察可能なウ類は3種あり、照島で見られるウミウ、ヒメウの他にカワウがある。ウミウとカワウは外見がよく似ているが、名前の通り河川域を主な生息地にしていて、いわき市内では夏井川や鮫川、四時ダムなどで見られ、ウミウが海岸の岩礁や断崖の岩場に営巣するのに対して、カワウは樹上に巣をつくる。
天然記念物に指定された当時、照島の頂部には比較的なだらかな面があり、草や樹木が茂っていたが、周囲の侵食に伴い徐々に平坦面は減少しはじめ、1960年代半ば（昭和40年頃）にはモッコクやグミなどの灌木が見られたが、2000年代に入る頃にはトベラ、ヒサカキ、ハマギクがわずかに見られるだけになり、先述のとおり東北地方太平洋沖地震で大きく崩落し、今日では島に植生はほとんど見られず、島の大きさは指定当時の半分以下になってしまったという。
照島はウミウやヒメウの太平洋側での繁殖地としては南限に近く、この島で産卵する個体はわずかであり、体力のない個体は留鳥となって通年を照島で過ごす。ウミウは日の出とともに活動をはじめ、採餌行動の範囲は照島の周囲2キロメートルから6キロメートルにおよび、日暮れになって照島へ帰島する。かつては照島の頂部に多くのウミウが留まり「いがぐり頭」のように見えたといい、比較的大型のウミウは島の頂部に、小型のヒメウは島の垂直な岩壁に留まり、住み分けて生息している。
しかし、浸食による崩壊が年々進行し島の面積が縮小するため、必然的にウミウが留まる場所が減少している。ウミウの飛来数を定点観測する日本野鳥の会いわき支部では、毎年12月上旬の早朝に調査を行っており、それによれば1996年（平成8年）は150羽、2002年（平成14年）は102羽が確認されていたが、2009年（平成21年）になると35羽と急速に減少し、東日本大震災翌年の2012年（平成24年）の観察では、早朝の時間帯にわずか5羽であったものの、夕方になると30羽から70羽ほど観察できたという。ウミウの生息数減少は島の面積縮小が大きな要因と考えられるため、照島の周囲に消波ブロックを設置する護岸工事などの対策が、国の天然記念物全般を所轄する文化庁や地元関係機関により検討されている。

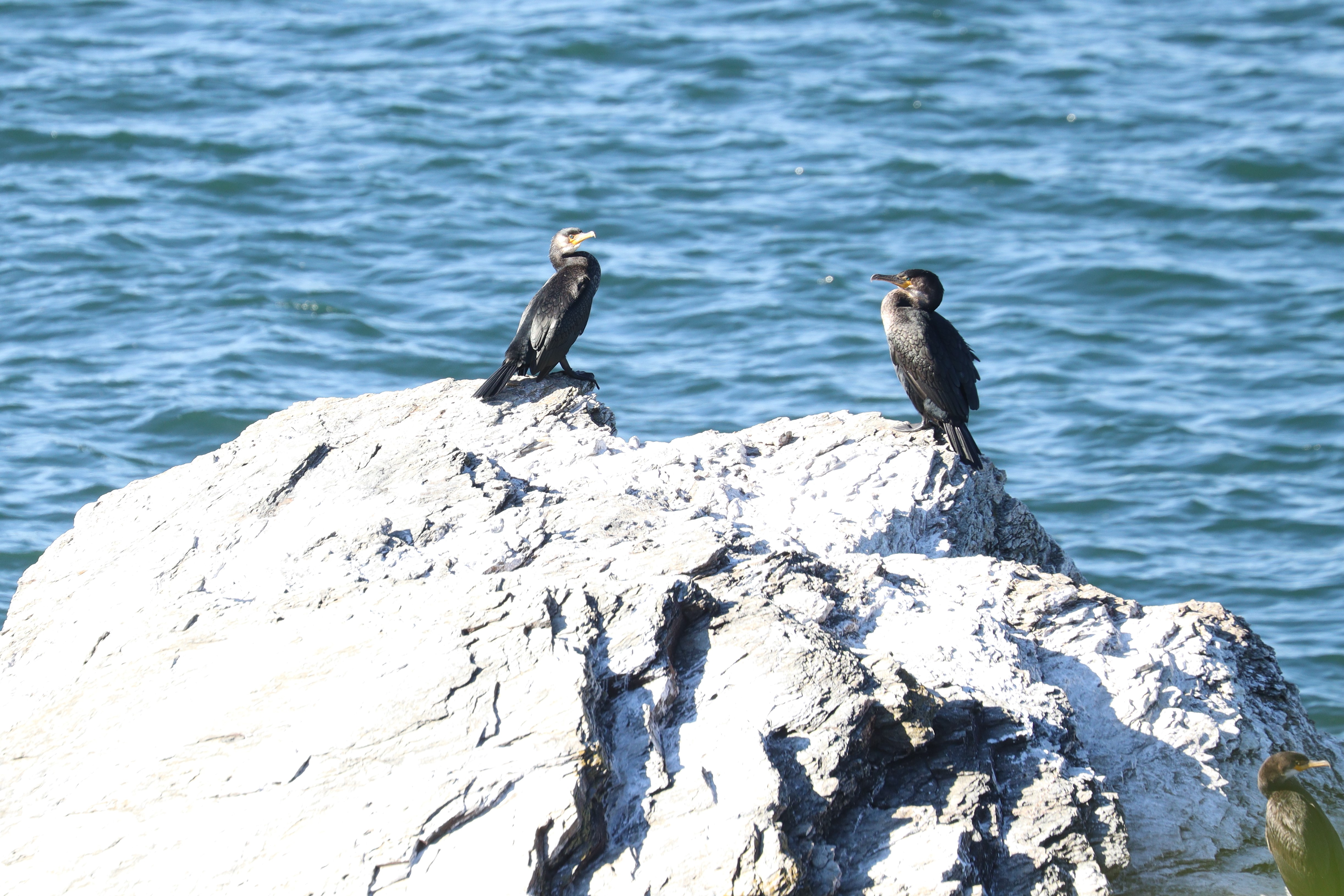
三重県鳥羽市の菅島で撮影された岩礁に留まったウミウ。2021年12月14日撮影。
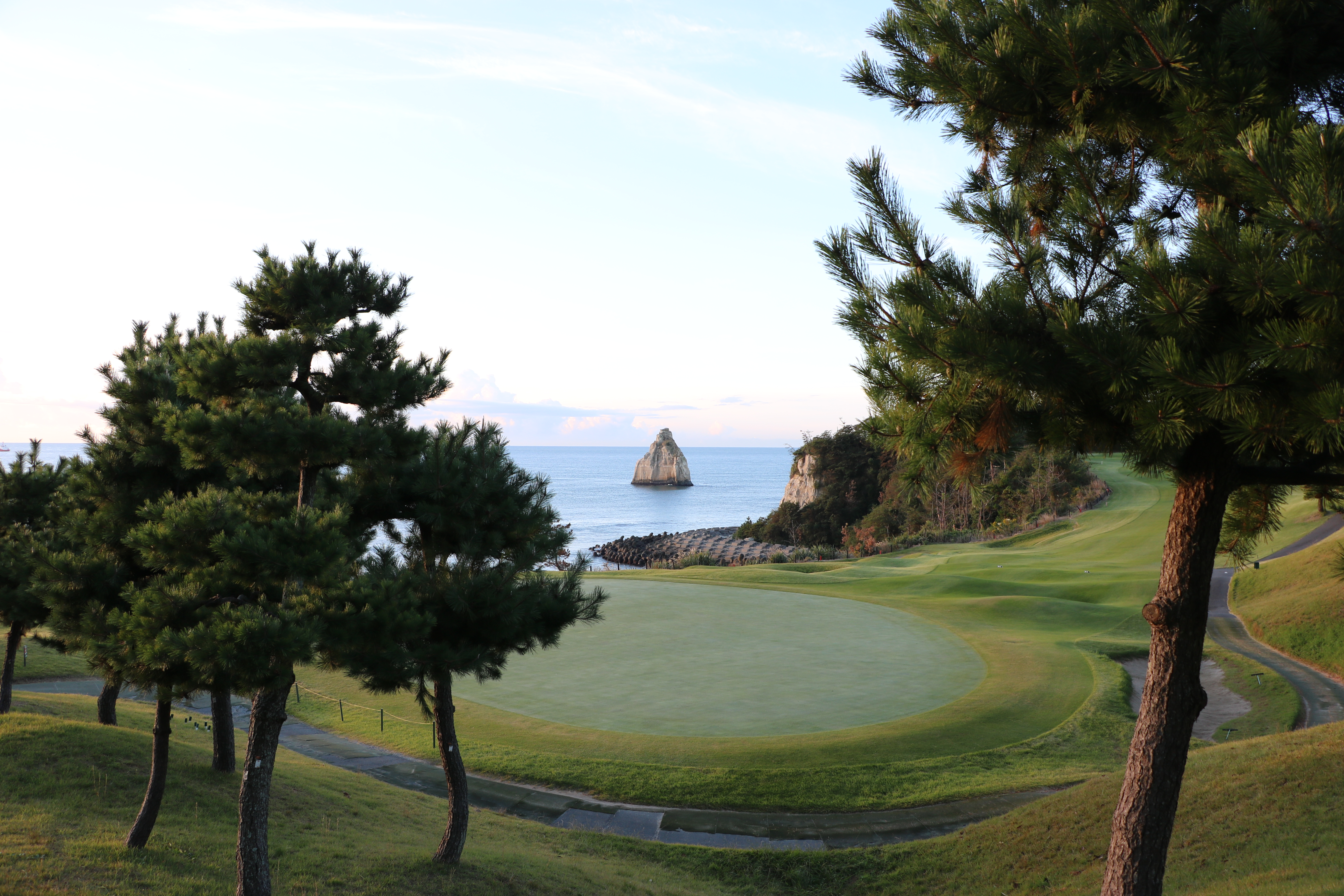
小名浜オーシャンゴルフクラブのグリーン越しに見た照島ウ生息地。2023年10月25日撮影。
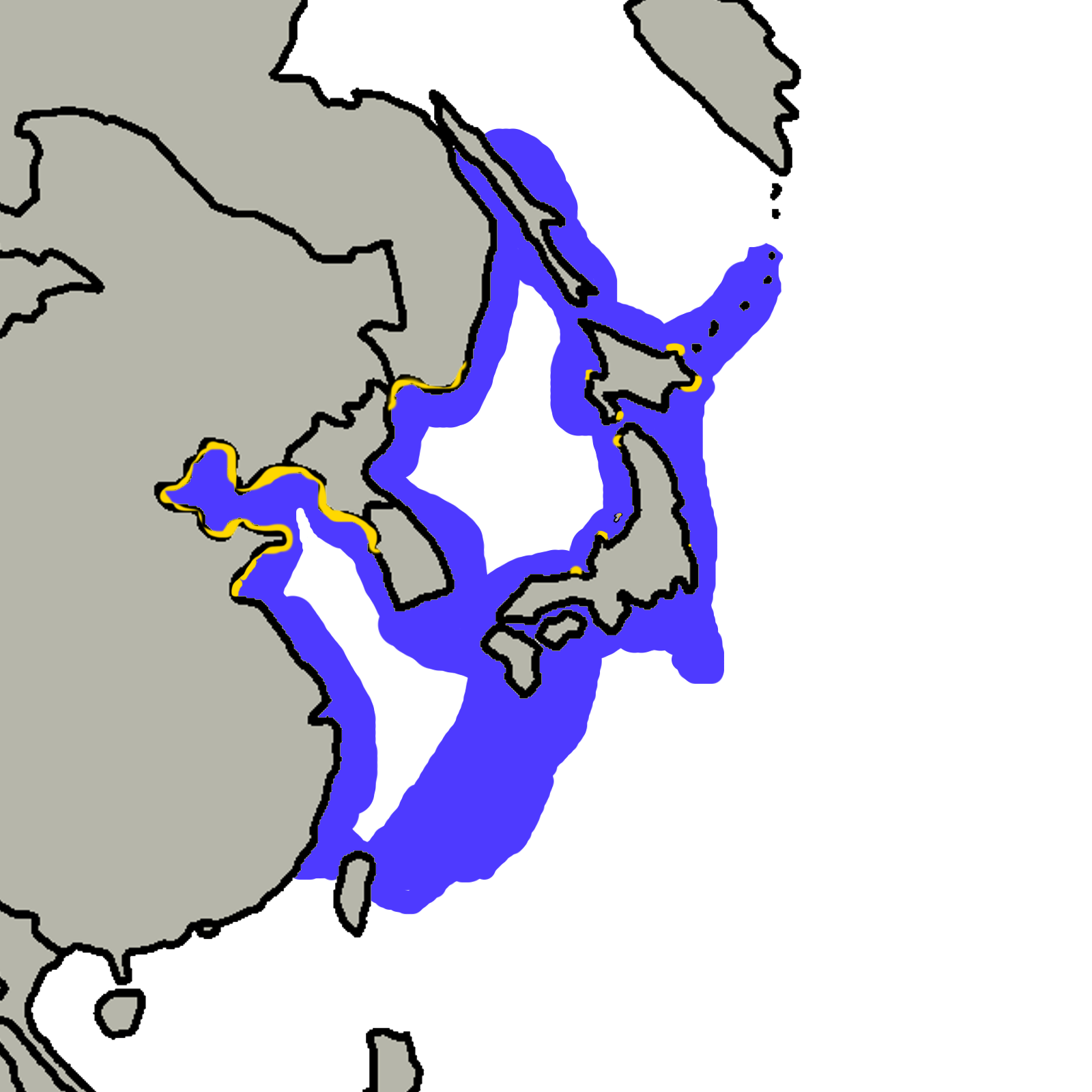
ウミウの生息域。

## 交通アクセス
所在地
- 福島県いわき市泉町下川字大畑260[13]。

交通
- 常磐自動車道いわき勿来インターチェンジより車で約20分[13]。
- JR常磐線泉駅より車で約15分[13]。